# Le Mur de l'humiliation
Pour plus de détails, voir Fiche technique et Distribution.
Le Mur de l'humiliation (Cyberbully stylisé Cyberbu//y) est un téléfilm américain réalisé par Charles Binamé et diffusé le 17 juillet 2011 sur ABC Family.
Pour concevoir le film, ABC Family a travaillé avec Seventeen Magazine, créant tous deux la campagne « Delete Digital Drama », visant à supprimer le cyber-harcèlement (cyberbullying en anglais, d'où le titre du film). Le film raconte l'histoire d'une adolescente victime de cyber-harcèlement. Il a été filmé à Montréal.

## Synopsis
Le film suit Taylor Hillridge (Emily Osment), une adolescente de 17 ans, qui, le jour de son anniversaire, reçoit un ordinateur de la part de sa mère. Taylor est excitée par l'indépendance qu'on peut avoir à surfer sur le net, sans la surveillance de sa mère. 
Cependant, elle se retrouve être bientôt la victime de cyber-harcèlement, lorsqu'elle s'inscrit sur un réseau social. Elle subit plusieurs insultes, notamment de la part de sa pire ennemie Lyndsay. Un jour, Taylor est abordée sur son mur par un jeune homme, avec qui elle entame une conversation intime, mais qui s'avère être un fake et publie peu après des rumeurs dévastatrices pour l'adolescente, dont le harcèlement ne fait que s'aggraver. Elle n'arrivera pas à se confronter aux autres élèves de son lycée, y compris sa meilleure amie Samantha (Kay Panabaker) et se retrouvera au pied du mur.
Après sa tentative de suicide par overdose de pilules, elle sera envoyée à l’hôpital. Après cela, elle découvrira qu'elle n'est pas la seule personne à avoir été victime de ce phénomène : d'autres adolescents, à l'exemple d'un camarade de classe, sont aussi passés par là. Par ailleurs, elle apprend que la personne qui a créé le faux-compte n'est autre que Samantha, celle-ci s'entraînant les mêmes insultes que Taylor. Kris (Kelly Rowan), la mère de Taylor, accablée par cette histoire, décide d'en parler à l'école ainsi qu'à l’État pour empêcher d'autres élèves de subir les mêmes événements que sa fille Taylor.

## Distribution
- Emily Osment (VF : Adeline Chetail) : Taylor Hillridge
- Kay Panabaker (VF : Kelly Marot) : Samantha Caldone
- Kelly Rowan (VF : Marie-Laure Dougnac) : Kris Hillridge
- Jon McLaren (en) (VF : Juan Llorca) : Scott Ozsik
- Meaghan Rath : Cheyenne Mortenson
- Jade Hassouné : Caleb
- Nastassia Markiewicz : Lindsay Ford
- Robert Naylor : Eric Hillridge
- Caroline Redekopp : Karen Caldone
- Ronda Louis-Jeune : Becca
- Marcel Jeannin (VF : Laurent Mantel) : Dr Rilke

## Bande originale
Emily Osment, aussi chanteuse, l'a réalisée. Il s'agit de Drift, disponible sur iTunes. Le film comprend aussi la chanson Breathe Me de Sia et les publicités incluent la chanson Fuckin' Perfect de Pink.

## Critiques
Le film a généralement reçu des critiques positives, disant qu'il était très éducatif, tout en étant divertissant. Common Sense Media a donné une note de 4 étoiles sur 5, déclarant que : 

« Cyberbully était un bon tremplin pour parler aux adolescents de la réelle existence des dangers sur le web. C'est du bon travail car il met le doigt sur les questions délicates, relatives à ce sujet, y compris l'anonymat que n'importe qui peut détenir en ligne, les ignorances juridiques permettant ce phénomène, mais aussi la pression sociale sur les adolescents à être au point de la technologie, et la possible dévastation par l'intimidation, infligée à ses victimes et leurs familles. »

## Audience
Le téléfilm a été vu par 2,988 millions de téléspectateurs lors de sa première diffusion.

## Promotion
Le 5 juillet 2011, la chaîne de vêtements Charlotte Russe créait un tee-shirt, le delete tees, disponible dans les centres commerciaux aux États-Unis. Il était noir avec inscrit en blanc [delete]. Ce même jour, Verizon Wireless permettaient aux américains d'envoyer Delete au 3332, promettant d'aider à mettre fin aux drames causés via internet. Sur Twitter, on pouvait mettre des twibbon (sorte de badges) sur son avatar afin de dire stop au cyber-harcèlement.
Le 14 juillet 2011, ABC Family et Seventeen Magazine ont uni leurs forces pour organiser le Rassemblement pour supprimer le Drame numérique, à Glendale, en Californie. De nombreuses stars étaient présentes : Shay Mitchell et Tyler Blackburn de Pretty Little Liars, Daren Kagasoff de La Vie secrète d'une ado ordinaire, Skyler Samuels et Grey Damon de The Nine Lives of Chloe King, Katie Leclerc et Vanessa Marano de Switched (Switched at Birth) et Emily Osment. Ils portaient d'ailleurs tous le delete tees.